# Blastophorum uniseptatum
Blastophorum uniseptatum är en svampart som beskrevs av Matsush. 1975. Blastophorum uniseptatum ingår i släktet Blastophorum, divisionen sporsäcksvampar och riket svampar.   Inga underarter finns listade i Catalogue of Life.